# Премия Президента Российской Федерации в области литературы и искусства
1. перенаправление Премия Президента Российской Федерации